# Йон Богдан
Йон Богдан (рум. Ioan Bogdan, 6 січня 1915, Бухарест — 10 липня 1992) — румунський футболіст, що грав на позиції нападника, зокрема, за клуб «Рапід» (Бухарест), а також національну збірну Румунії. По завершенні ігрової кар'єри — тренер.
Шестиразовий володар Кубка Румунії. Дворазовий чемпіон Лівану (як тренер).

## Клубна кар'єра
У футболі дебютував 1933 року виступами за команду «Униря-Триколор», в якій провів три сезони, взявши участь у 43 матчах чемпіонату.
Своєю грою за цю команду привернув увагу представників тренерського штабу клубу «Рапід» (Бухарест), до складу якого приєднався 1936 року. Відіграв за бухарестську команду наступні десять сезонів своєї ігрової кар'єри. У складі бухарестського «Рапіда» був одним з головних бомбардирів команди. За цей час шість разів виборював титул володаря Кубка Румунії.
У червні 1942 року відбувся товариський матч між збірними Бухареста і Одеси. Господарі здобули перемогу з рахунком 3-0. За команду господарів грали гравці збірної Румунії Сілвіу Біндя, Йон Богдан і Валеріу Нікулеску, за гостей — Анатолій Зубрицький, Олександр Брагін, Микола Хижников та інші.
Протягом 1938 року грав за професіональну французьку команду «Ред Стар».
У 1946—1947 роках числився в складі угорського «МТК», за який не провів жодного офіційного матчу.
Завершив професійну ігрову кар'єру у клубі «Барі», за команду якого виступав протягом 1947—1948 років.
| Дата       | Місто              | Господарі  | Результат | Гості      | Турнір           | Голи | Примітки |
| ---------- | ------------------ | ---------- | --------- | ---------- | ---------------- | ---- | -------- |
| 08.07.1937 | Каунас             | Литва      | 0 – 2     | Румунія    | товариський матч | 1    | 10'      |
| 09.06.1938 | Тулуза             | Румунія    | 1 – 2     | Куба       | ЧС 1938          | -    |          |
| 06.09.1938 | Белград            | Югославія  | 1 – 1     | Румунія    | товариський матч | -    |          |
| 22.10.1939 | Бухарест           | Румунія    | 1 – 1     | Угорщина   | товариський матч | -    |          |
| 31.03.1940 | Бухарест           | Румунія    | 3 – 3     | Югославія  | товариський матч | -    |          |
| 14.07.1940 | Франкфурт-на-Майні | Німеччина  | 9 – 3     | Румунія    | товариський матч | -    |          |
| 22.09.1940 | Белград            | Югославія  | 1 – 2     | Румунія    | товариський матч | 1    |          |
| 01.06.1941 | Бухарест           | Румунія    | 1 – 4     | Німеччина  | товариський матч | -    |          |
| 12.10.1941 | Бухарест           | Румунія    | 3 – 2     | Словаччина | товариський матч | -    |          |
| 16.08.1942 | Битом              | Німеччина  | 7 – 0     | Румунія    | товариський матч | -    |          |
| 23.08.1942 | Братислава         | Словаччина | 1 – 0     | Румунія    | товариський матч | -    |          |
| 11.10.1942 | Бухарест           | Румунія    | 2 – 2     | Хорватія   | товариський матч | 1    |          |
| Усього     |                    | Матчів     | 12        |            | Голів            | 3    |          |

## Кар'єра тренера
Розпочав тренерську кар'єру, повернувшись до футболу після тривалої перерви, 1966 року, очоливши тренерський штаб ліванського клубу «Аль-Шабіба».
Останнім місцем тренерської роботи був клуб «Расінг» (Бейрут), головним тренером команди якого Йон Богдан був з 1967 по 1970 рік.
По одному разу виграв чемпіонат Лівану з кожною з цих двох команд.
Помер 10 липня 1992 року на 78-му році життя.

## Титули і досягнення

### Як гравця
- Володар Кубка Румунії (6):

«Рапід» (Бухарест): 1936–1937, 1937–1938, 1938–1939, 1939–1940, 1940–1941, 1941–1942
- Найкращий бомбардир Чемпіонату Румунії (1):

«Рапід» (Бухарест): 1940–1941

### Як тренера
Чемпіон Лівану (2):
«Аль-Шабіба»: 1966–1967
«Расінг» (Бейрут): 1969–1970